# Íñigo Chaurreau
Íñigo Chaurreau Bernárdez (* 14. April 1973 in Pesajes) ist ein ehemaliger spanischer Radrennfahrer.
Iñigo Chaurreau begann seine Profikarriere 1995 beim Team Polti. Er nahm 1997 zum ersten Mal an der Tour de France teil. Danach wechselte er zur baskischen Mannschaft Euskaltel-Euskadi. Dort startete er auch 2001 wieder bei der Tour. Diesmal beendete er sie auf dem zwölften Platz. Danach verschlug es ihn nach Frankreich zu Ag2r Prévoyance. 2003 wurde er spanischer Meister im Zeitfahren und 2005 gewann er eine Etappe der Vuelta a Castilla y León.

## Erfolge
2003
- Spanischer Meister – Einzelzeitfahren

2005
- eine Etappe Vuelta a Castilla y León (Mannschaftszeitfahren)

## Teams
- 1995 Team Polti
- 1996 Team Polti
- 1997 Team Polti
- 1998 Euskaltel-Euskadi
- 1999 Euskaltel-Euskadi
- 2000 Euskaltel-Euskadi
- 2001 Euskaltel-Euskadi
- 2002 Ag2r Prévoyance
- 2003 Ag2r Prévoyance
- 2004 Ag2r Prévoyance
- 2005 Ag2r Prévoyance
- 2006 Ag2r Prévoyance

| Personendaten    | Personendaten                                   |
| ---------------- | ----------------------------------------------- |
| NAME             | Chaurreau, Íñigo                                |
| ALTERNATIVNAMEN  | Chaurreau Bernárdez, Íñigo (vollständiger Name) |
| KURZBESCHREIBUNG | spanischer Radrennfahrer                        |
| GEBURTSDATUM     | 14. April 1973                                  |
| GEBURTSORT       | Pesajes                                         |